# Manolo Cadenas
Manuel Cadenas Montañés (ur. 20 maja 1955 w Valdevimbre) – były trener piłkarzy ręcznych Wisły Płock oraz kadry Hiszpanii. Uznawany za jednego z najlepszych hiszpańskich szkoleniowców.

## Osiągnięcia

### Trenerskie
- mistrzostwo Hiszpanii – 2001
- wicemistrzostwo Hiszpanii – 1990, 1991, 1997, 1999
- trzecie miejsce ligi hiszpańskiej – 1998, 2000, 2002, 2003, 2005, 2007, 2008
- Puchar Hiszpanii – 2002
- Puchar Ligi Hiszpańskiej – 1989, 1999
- Superpuchar Hiszpanii – 2009
- Puchar Zdobywców Pucharów – 1989, 1999, 2005
- trener roku Ligi Asobal – 2004, 2007, 2011[4]

## Życie prywatne
Żonaty z Carmen. Ma córkę Sophię. Manolo Cadenas jest uznawany za jednego z najlepszych hiszpańskich szkoleniowców. Jest wymagający, ale szanuje zawodników i pozostaje z nimi w dobrych stosunkach. Cieszy się opinią szkoleniowca potrafiącego pracować z młodymi szczypiornistami, których potrafi doprowadzić na wysoki poziom.